# インビジブル・シスター
『インビジブル・シスター』（原題: Invisible Sister）は、ディズニー・チャンネル・オリジナル・ムービーの映画。全米公開は2015年10月9日。また、日本では2016年1月30日に放送された。

## ストーリー
クレオは科学が得意な少女だが、自分は人気者の姉であるモリーの陰に隠れてしまっていると感じていた。そんな中、パーキンス先生から課題を出されたクレオは、家の中で開かれているパーティーそっちのけで科学の実験をしていた。すると突然部屋の中に蛾が入り、クレオは驚いて色々な薬品を間違って混ぜてしまう。するとその薬品に触れた蛾は姿を消して透明になったのだった。結局その透明になった蛾は見つからず、何が起こったのかは分からずじまいだった。
すると次の日、モリーが自分自身の体が透明になってしまっていることに気づく。どうやら昨日逃げ出した透明になった蛾をモリーが飲み込んでしまったようで、クレオは姉を元に戻すために奮闘する。

## キャスト
※括弧内は日本語吹替
- クレオ - ローワン・ブランチャード（大久保瑠美）
- モリー - パリ・ベレルク（藤村歩）
- ジョージ - カラン・ブラァ（平田真菜）
- ニッキー - レイチェル・クロー（寺島惇太）
- クーグ - オースティン・フライバーガー
- カーター - ウィル・メイヤーズ
- パーキンス - アレックス・デザート（加藤亮夫）

## 日本語版制作スタッフ
- 演出：佐々木由香
- 翻訳：矢田恵子
- 録音制作：（株）東北新社